# Мексиканско-американска война
Мексиканско-американската война е военен конфликт между САЩ и Мексико, започнал през 1846 и завършил през 1848 година. В Мексико я наричат Северноамериканската интервенция.
Войната е резултат от претенциите на Мексико към щата Тексас, след като САЩ присъединяват Тексас. Мексико отказват да признаят този щат и заявяват намерението си да си го върнат обратно, считайки го за своя законна провинция.
Главните причини за войната са Тексаската революция, политическата нестабилност в Мексико и невъзможността на Мексико да управлява своите отдалечени провинции след Мексиканската война за независимост. Населението на Тексас приветства тази война. В Мексико приемат войната като битка за националната гордост.
Най-важните последствия от войната са, че Мексико отстъпва на САЩ почти половината от територията си и по-точно Горна Калифорния и Ново Мексико – земи на днешните щати Калифорния, Ню Мексико, Аризона, Невада и Юта. Американските политици водят няколко години спор за робството в новите територии. Накрая решават с „Компромиса от 1850 година“ само щатът Калифорния да бъде свободен от робство.

## Предистория на войната
До Мексиканско-американската война земите на Горна Калифорния и Ню Мексико били добре познати на американските ловци и търговци, които обменяли кожи и други стоки. Всички тези територии преди войната били суверенни територии на Мексико в продължение на 25 години, а преди това част от испанската колония Нова Испания.
В годините след откупуването на Луизиана от Съединените щати, американските заселници започват да се придвижват на запад, все още част от испанските територии и част от територията на американското правителство. Когато Мексико получава контрола над тези територии, преселението на запад е преустановено. Новите заселници и мексиканското правителство имат сложни отношения, най-вече поради факта, че Мексико е католическа държава, а преобладаващата част от преселниците са протестанти. Когато Мексико отменя робовладелството, множество емигранти от САЩ отказват да приемат този закон. Преселниците започват да изказват недоволство от ограничителните политически и икономически решения на правителството на Мексико, което води до „Тексаската революция“.
Новото мексиканско правителство, обезкръвено от „Мексиканската революция“, започва да се затруднява в управлението на разположените на стотици мили северни територии.

## Военни действия

### Престрелки
Мексико, което никога не признава Тексас, обявява река Нуесес, течаща на приблизително 150 мили на север от река Рио Гранде, за граница между Тексас и Мексико. САЩ, опирайки се на договорите от Веласко, определя за граница река Рио Гранде.
Мексико аргументира своята позиция с факта, че договорът е подписан под натиск от генерал Антонио Лопес де Санта Ана през 1836 година, когато се намира в плен на американските войски и затова не се смята за действителен. Освен това, според мексиканското правителство, Санта Ана няма пълномощия да води каквито и да е преговори и да подписва такъв договор (никога не е ратифициран от мексиканското правителство). През 1846 година, след присъединяването на Тексас към САЩ, президентът на САЩ Джеймс Полк изпраща войски под командването на генерал Закари Тейлър на река Рио Гранде да обезпечи границата.
Генерал Тейлър игнорира ултиматума на мексиканското правителство да премести войските си на река Нуесес и започва да строи крепост, позната днес като Форт Браун, на брега на река Рио Гранде, срещу мексиканския град Метаморос, оставяйки след завършването му гарнизон. Мексиканската армия, под командването на генерал Мариано Ариста, започва да се готви за война.
На 24 април 1846 година 2000-на мексиканска конница атакува американски патрул с численост 63 души на север от Рио Гранде, убивайки 11 от тях. Оцелелите се връщат във Форт Браун.
На 3 май мексиканската артилерия в Метаморос открива огън срещу Форт Браун, който отвръща на огъня. Обстрелът продължава пет дни и продължава докато мексиканските войски обкръжават крепостта.
На 8 май на помощ пристига генерал Закари Тейлър с 2400 войници. Генерал Мариано Ариста го пресреща с 3400 воини при Пало Алто и започват битка. Американците започват битката с нов метод при артилерийския обстрел, наречен „Летяща артилерия“ – леки оръдия на конен впряг, обслужвани от конници. Това има поразяващ ефект върху мексиканската армия, която, деморализирана, се оттегля. На следващия ден започва жестока битка, в която американската кавалерия пленява мексиканската артилерия, обръщайки мексиканците в бягство. Генерал Ариста не успява да обедини отново своите войски и отстъпва, изоставяйки обоза и артилерията.

### Обявяване
В съобщение от 11 май 1846 година Конгресът на САЩ заявява: „Мексико нахлу на наша територия, проливайки американска кръв, на американска земя“.
Обединено заседание на Конгреса одобрява обявяването на война на Мексико. Демократите единодушно подкрепят войната. 67 члена на партията на Вигите гласуват против. Въпреки нежеланието на част от членовете на конгреса, САЩ обявяват война на Мексико на 13 май 1846 година. От своя страна Мексико обявява война на САЩ на 23 май същата година.
Партията на Вигите, както от северните, така и в южните щати, е против войната. Ейбрахам Линкълн оспорва основанията за обявяване на война. В реч, лидерът на Вигите – Робърт Тумбс, от щат Джорджия, заявява: „Тази война е необяснима. Ние обвиняваме президента Джеймс К. Полк в разпалването на войната. Небесата знаят, че ние имаме достатъчно земя.“ [Beveridge, 1:417]
След обявяването на военните действия, армията на САЩ навлиза на Мексиканска територия в две основни направления. Военното министерство изпраща американската кавалерия под командването на генерал Стивън У. Киърни, да завладее Западно Мексико от Форт Ливенуорт. Други две големи военни части, под командването на генерал Джон Е. Уул, са изпратени да завземат територия, колкото може по̀ на юг от град Монтерей.

### Калифорния
По онова време северните райони на Мексико са много слабо заселени (Горна Калифорния и Ню Мексико), колониите са малки и разположени на големи разстояния една от друга. Жителите са предимно индианци, испански наследници и американци, като числеността на коренното индианско население е била много по-голяма.
На 14 юни, 30 американски заселници в Сонома арестуват и задържат под стража подполковник Мариано Гуаделупе Валехо и провъзгласяват независимостта на Калифорния. Влиянието на тази кратковременна „република“ никога обаче не напуска пределите на Сонома. Капитанът от американската армия Джон Фремонт пристига в Сонома за така нареченото „Въстание на мечия флаг“, на 25 юни и води подкрепление за групата метежници. По-късно тази група се разширява многократно, образувайки „Калифорнийския батальон“.
На 7 юли, на тихоокеанското крайбрежие на Калифорния, комодор Джон Д. Слоут заявява своите права над Монтерей и получава формални права над Калифорния под американски флаг. По-късно, на 15 юли, предава командването на комодор Робърт Стоктън.
На 13 август американските военноморски сили нападат Лос Анджелис и го превземат без никаква съпротива. Жестокото отношение на действащия военачалник на Лос Анджелис, капитан Арчибалд Гилеспи, стават причина мексиканското население да вдигне въстание под ръководството на легендарния мексикански патриот Хосе Мария Флорес. Неголемият, но деспотичен гарнизон бил изгонен от града на 23 септември, а комендант Гилеспи бил пощаден от въстаниците, сключвайки примирие при условие, че незабавно ще напусне пределите на Калифорния.
Комодор Робърт Стоктън пренасочва военни части да потуши въстанието, начело с капитан Уилям Мервин. Начело на 350 души, капитан Марвин бързо достига до Лос Анджелис на 7 октомври 1846 година. Виждайки войските, капитан Гилеспи нарушава примирието и се присъединява към тях в желанието си бързо да се покрие с воинска слава. В битката при „Ранчото Домингес“, въодушевените калифорнийци под ръководството на Хосе Антонио Карильо посрещат войските с огън от едно-единствено оръдие, чийто точен обстрел всява ужас сред частите на Марвин, карайки ги да отстъпят на техния кораб „Савана“. В битката загиват 14 моряци, а калифорнийците не дават никаква жертва.
По това време генерал Стивън Киърни и ръководената от него Западна армия (около 1700 американски войници) пристигат в Санта Фе в Ню Мексико и превземат града. Със значително по-малко войници (300 драгуни), Киърни продължава своя поход към Калифорния, по долината на река Гила и след това през пустинята. В резултат на това му остават по малко от половината войници. Генерал Киърни получава известие, че Андрес Пико и неговите въстаници от Южна Калифорния са наблизо. На разсъмване на 6 декември 1846 в местността Сан Паскуал (недалеч от днешния град Ескондидо, Калифорния), войската на Киърни, попълнена с части от гарнизона на Гилеспи, влиза в схватка със значително по-малобройните калифорнийци. Калифорнийците, които се славели като великолепни ездачи, сваляли войниците от конете с ласо и ги влачели до смърт из каменистия терен. Арчибалд Гилеспи е ранен на няколко места, същото се случва и на генерал Киърни, който по-късно умира от раните си. След тази битка американците окончателно се отказват да завземат Калифорния.
На 16 ноември се състои още една битка, близо до ранчото Ла Нативидат (до днешния град Салинас Вали). Калифорнийците под командването на Хоакин де ла Торе, залавят американския консул Томас Оливър Ларкин и го държат като военнопленник. Около 100 войници на капитан Фремонт, водени от Чарлс Баруа и Блуфорд Томпсън срещат отряд от 130 калифорнийци под командването на Мануел де Хесус Касто и Хоакин де ла Торе. В 20-минутната битка калифорнийците убиват няколко войника и капитан Чарлс Баруа, а мнозина биват ранени.
При пристигането си в Южна Калифорния, Стоктън се съединява с морските попълнения и печели две неголеми битки, вследствие на което получава контрола над Сан Диего и Лос Анджелис. С „Договора Кахуенга“, подписан на 13 януари 1847 година от Джон Чарлз Фермонт и Андреас Пико, конфликтът на територията на Калифорния бил прекратен.

### Северозападно Мексико
Поражението при Пало Алто и Рекаса де ла Палма водят до безредици в Мексико, които Антонио Лопес де Санта Ана използва за възраждане на политическата си кариера и за връщането си от самоналожено изгнание в Куба. Той обещава на американското правителство, че ако бъде пропуснат през блокадата на Мексико, ще договори край на войната и ще предостави на САЩ териториите на Ню Мексико и Калифорния. Американците се съгласяват, но с пристигането си в Мексико сити Санта Ана се отмята от думата си и поставя в служба на правителството военните си умения като военачалник. Назначен като генерал в Мексиканската армия, Санта Ана още веднъж се отмята от думата си, този път към собственото си правителство, извършва преврат и става президент.
Американските войски, водени от генерал Закари Тейлър, пресичат река Рио Гранде, въпреки трудностите с речния транспорт и обсаждат Монтерей. Започва тежка и кръвопролитна битка за превземането на града, в която и двете страни губят много войници. Американската лека кавалерия се оказва неефективна срещу каменните укрепления на града, защитаван от мексиканската армия, водена от генерал Педро де Ампудия, и батальона „Свети Патрик“, съставен предимно от ирландци-католици, дезертирали от американската армия и преминали на страната на мексиканците.
Повратна точка в битката се оказва завземането на четирите хълма на запад от града от тексаските рейнджъри. Те разполагат там тежки оръдия, с които подлагат града на тежък обстрел. Американците започват щурм, в който се води битка за всяка къща и улица на Монтерей. Напредвайки, американците обсаждат войските на Ампудия в самия център на града, където го принуждават да започне преговори. Първоначално Закари Тейлър приема да позволи на мексиканците да евакуират силите си от града, след което без повече жертви да го превземе. Впоследствие обаче той се отмята от думата си и превзема Монтерей и разположения на юг от него град Салтильо. Санта Ана обвинява Педро де Ампудия за загубата на Монтерей и Салтильо и го понижава в длъжност, изпращайки го за командир на малка артилерийска батарея.
На 22 февруари 1847 година Санта Ана лично поема на север, начело на 20 000-на армия, за да срази Тейлър. Американската армия се окопава в хълмовете на местността Буена Виста с 4600 войни. Санта Ана довежда до бойното поле армията си, която по пътя намалява с цели 5000 души, поради множеството дезертирали мексиканци. Още в нощта на пристигането си, Санта Ана предлага на Тейлър да се предаде, но получава отказ.
На следващото утро той атакува американските позиции по фланга, изпращайки своята кавалерия и част от пехотата на една от височините, откъдето по склона да атакува долината на Буена Виста и да завземат главния път. Започва яростно сражение, в което американците са почти разбити, но са спасени от точния артилерийски огън на капитан Бракстон Брег и конните Мисисипски стрелци на Джеферсън Дейвис. Понасяйки неочаквано поражение, Санта Ана отстъпва през нощта и оставя Северно Мексико в ръцете на Тейлър. По-късно Закари Тейлър използва славата от победата при Буена Виста в успешната си президентска кампания през 1848 година.

### Кампания Скот
По това време, вместо да усили армията на Тейлър, президентът Полк изпраща по море втора армия под командването на генерал Уинфилд Скот, която да навлезе при пристанището Веракрус и да настъпи към главните райони на Мексико.
Скот провежда първия в историята на САЩ мащабен десант при подготовката на обсадата на Веракрус. Войските, наброяващи 12 000 бойци и доброволци, успешно дебаркират в района на града. Той е защитаван от 3000 души, командвани от генерал Хуан Моралес. Военните действия започват с тежък обстрел на града и стените му от миномети и морски оръдия. Защитниците отговарят доколкото им позволявали силите и оскъдната артилерия, с която разполагали. В резултат на тежкия обстрел, градът пада след 12-дневна обсада.
След превземането на града Скот се отправя с 8500 бойци на запад към Мексико сити. В същото време Санта Ана установява отбранителни позиции в каньон около главния път към столицата, окопавайки 12 000-на армия и артилерия, очаквайки настъплението на Скот. Скот изпраща напред 2600 драгуни, принуждавайки мексиканската артилерия да открие огън преждевременно. Вместо да продължи по главния път, Скот изпраща останалите войски да заобиколят от север, разполагайки своята артилерия на стратегически височини и обграждайки мексиканците откъм фланга. Изненадана от атаката, мексиканската армия е разбита, дава 1000 убити и повече от 3000 пленени бойци.
През май Скот достига град Пуебла, по онова време втори по население в Мексико. Тъй като голяма част от жителите на града и неговите защитници таят ненавист към Санта Ана, градът се предава без бой на 15 май.
След Битката при Чапултепек пътят към Мексико сити е открит и столицата е превзета.

### Край на войната
Договорът от Гуадалупе Идалго, подписан на 2 февруари 1848 г., слага край на войната и дава на САЩ неоспорим контрол над Тексас, а също така и над Калифорния, Невада, Юта и части от Колорадо, Аризона, Ню Мексико и Уайоминг. В замяна Мексико получава 18 млн. 250 хил. долара, което е еквивалентно на 627 млн. 500 хил. долара по осреднен курс от 2000 г. Точка X от договора била зачеркната, когато договорът бил ратифициран от Конгреса на САЩ. Тази точка гарантира, че САЩ ще признаят мексиканските и испански земевладелци и че мексиканците, живеещи на завзетите територии, ще получат равни права с американското население.

### Военна литература
- Bauer K. Jack. Zachary Taylor: Soldier, Planter, Statesman of the Old Southwest. Louisiana State University Press, 1985.
- Eisenhower, John. So Far From God: The U.S. War with Mexico, Random House (New York; 1989)
- Frazier, Donald S. The U.S. and Mexico at War, Macmillan (1998)
- Hamilton, Holman, Zachary Taylor: Soldier of the Republic, (1941)
- Johnson, Timothy D. Winfield Scott: The Quest for Military Glory, University Press of Kansas (1998)
- Foos, Paul. A Short, Offhand, Killing Affair: Soldiers and Social Conflict during the Mexican-American War (2002)
- Lewis, Lloyd. Captain Sam Grant (1950)
- Winders, Richard Price. Mr. Polk’s Army Texas A&M Press (College Station, 1997)

### Политическа литература
- Albert J. Beveridge; Abraham Lincoln, 1809 – 1858. Volume: 1. 1928.
- Brack, Gene M. Mexico Views Manifest Destiny, 1821 – 1846: An Essay on the Origins of the Mexican War (1975).
- Fowler, Will. Tornel and Santa Anna: The Writer and the Caudillo, Mexico, 1795 – 1853 (2000)
- Gleijeses, Piero. „A Brush with Mexico“ Diplomatic History 2005 29(2): 223 – 254. Issn: 0145 – 2096 debates in Washington before war
- Graebner, Norman A. Empire on the Pacific: A Study in American Continental Expansion. New York: Ronald Press, 1955.
- Graebner, Norman A. „Lessons of the Mexican War.“ Pacific Historical Review 47 (1978): 325 – 42.
- Graebner, Norman A. „The Mexican War: A Study in Causation.“ Pacific Historical Review 49 (1980): 405 – 26.
- Krauze, Enrique. Mexico: Biography of Power, Harpers: 1997
- Pletcher David M. The Diplomacy of Annexation: Texas, Oregon, and the Mexican War. University of Missouri Press, 1973.
- Price, Glenn W. Origins of the War with Mexico: The Polk-Stockton Intrigue. University of Texas Press, 1967.
- Robinson, Cecil, The View From Chapultepec: Mexican Writers on the Mexican-American War, University of Arizona Press (Tucson, 1989)
- Ruiz, Ramon Eduardo. Triumph and Tragedy: A History of the Mexican People, Norton 1992
- Schroeder John H. Mr. Polk’s War: American Opposition and Dissent, 1846 – 1848. University of Wisconsin Press, 1973.
- Sellers Charles G. James K. Polk: Continentalist, 1843 – 1846 Princeton University Press, 1966.
- Smith, Justin Harvey. The War with Mexico. 2 vol (1919). Pulitzer Prize winner.
- Weinberg Albert K. Manifest Destiny: A Study of Nationalist Expansionism in American History Johns Hopkins University Press, 1935.
- Yanez, Agustin. Santa Anna: Espectro de una sociedad (1996)